# Penn Badgley
Penn Dayton Badgley (ur. 1 listopada 1986 w Baltimore) – amerykański aktor i muzyk. Odtwórca roli początkującego scenarzysty Dana Humphreya w serialu dla nastolatków The CW Plotkara (2007–2012), za którą otrzymał sześć nominacji do Teen Choice Awards. Wokalista zespołu MOTHXR.

## Życiorys
Urodził się w Baltimore w stanie Maryland jako syn Lynne Murphy Badgley i Duffa Badgleya. Jego ojciec pracował jako dziennikarz, a następnie jako stolarz i budowniczy domów, i był kandydatem Partii Zielonych na gubernatora Waszyngtonu w 2008. Badgley uczęszczał do szkoły podstawowej Woolridge Elementary, zanim przeniósł się do St. Christopher’s School w Richmond w stanie Wirginii. Uczęszczał do Akademii Charlesa Wrighta w Tacoma w Waszyngtonie.
Jako dziecko Badgley był związany z Teatrem Dziecięcym w Seattle i teatrem społecznościowym Pine Nut Players w Monroe w stanie Waszyngton. W wieku 14 lat zaczął uczęszczać do Santa Monica College. Później został przyjęty na Uniwersytet Południowej Kalifornii, ale odroczył przyjęcie z powodu zobowiązań, później zapisując się na dwa lata do Lewis & Clark College w Portland w Oregon.
W 1999 znalazł się w obsadzie jednego z odcinków sitcomu kanału NBC Will & Grace (Para nie do Pary). Następnie dostał rolę młodego Seana McGinnisa, który przyjechał do Los Angeles marząc o posadzie operatora filmowego w dramacie o tematyce LGBT The Fluffer (2001). Poajawił się gościnnie w sitcomie kanału The WB Siostrzyczki (2002). W komedii dla nastolatek John Tucker musi odejść (2006) zagrał brata głównego bohatera. W 2018 przyjął rolę Joe Goldberga w serialu wyemitowanym przez Netflix – Ty.
Był na okładkach „Entertainment Weekly” (we wrześniu 2008), „Details” (w listopadzie 2008), „Men’s Health” (w listopadzie 2009), „Vogue Hommes” (2010) i „Elle” (edycja turecka w styczniu 2020).

## Życie prywatne
W latach 2007–2010 był związany z Blake Lively, jednocześnie tworząc związek na ekranie w serialu Plotkara.
27 lutego 2017 zawarł związek małżeński z Domino Kirke, z którą ma syna (ur. sierpień 2020).

## Filmografia
- 1998-2006 Para nie do Pary jako Todd
- 2000 Daddio jako Todd (gościnnie)
- 2000 Magia sukcesu jako Bull (gościnnie)
- 2000-2003 The Brothers Garcia jako Eddie Bauer (gościnnie)
- 2001 The Fluffer jako Młody Sean
- 2002 Wczoraj jak dziś jako Joel Larsen
- 2002-2003 The Twilight Zone jako Jace Malone (gościnnie)
- 2002-2006 Siostrzyczki jako Jake (gościnnie)
- 2004-2005 The Mountain jako Sam Tunney
- 2004 Debating Robert Lee jako Uczestnik debaty
- 2006 John Tucker musi odejść jako Scott Tucker
- 2006 The Bedford Diaries jako Owen
- 2007 Forever Strong jako Lars
- 2007-2012 Gossip Girl jako Dan Humphrey
- 2007 Drive-Thru jako Van
- 2008 Forever Strong jako Lars
- 2009 Ojczym jako Michael Harding
- 2010 Łatwa dziewczyna jako Woodchuck Todd
- 2012 Greetings from Tim Buckley jako Jeff Buckley
- 2014 Parts Per Billion jako Eric
- 2014 Anarchia jako Posthumus
- 2015 Incydent jako Jamie
- 2015 The Paper Store jako Sigurd Rossdale
- 2016 Adam Green's Aladdin jako książę Monako
- 2018 Ty jako Joe Goldberg